# Hypoptopoma thoracatum
Hypoptopoma thoracatum és una espècie de peix d'aigua dolça i de clima tropical de la família dels loricàrids i de l'ordre dels siluriformes de la conca del riu Amazones a Sud-amèrica.
Pot assolir fins a 8 cm de longitud total. Menja algues.